# Francesco Milito
Francesco Milito (Rossano, 7 luglio 1948) è un vescovo cattolico italiano, dal 21 settembre 2023 vescovo emerito di Oppido Mamertina-Palmi.

## Biografia
Nasce a Rossano, sede arcivescovile in provincia di Cosenza, il 7 luglio 1948.

### Formazione e ministero sacerdotale
Entra nel seminario arcivescovile di Rossano e frequenta poi il Pontificio seminario regionale San Pio X di Catanzaro.
Il 12 agosto 1972 è ordinato presbitero, nella cattedrale di Maria Santissima Achiropita, dall'arcivescovo Antonio Cantisani per l'arcidiocesi di Rossano.
Dopo l'ordinazione sacerdotale è animatore nel seminario arcivescovile, dal 1972 al 1975; responsabile dell'archivio storico diocesano ed assistente spirituale del settore giovani di Azione Cattolica, dal 1974 al 1978, e rettore del seminario arcivescovile, dal 1975 al 1978.
Dal 1978 al 1985 è rettore del Pontificio Seminario Regionale "San Pio X" di Catanzaro e direttore dello Studio teologico calabrese.
Cappellano di Sua Santità dal 1983, è officiale della Segreteria di Stato della Santa Sede dal 1985 al 1988.
Nel 1988 consegue il diploma di archivistica presso la scuola dell'archivio segreto vaticano e, nel 2003, quello di teologia pastorale al Pontificio istituto Redemptor Hominis della Pontificia Università Lateranense.
Rientrato in diocesi, è parroco del Sacro Cuore a Rossano Scalo, dal 1988 al 1991; vicario generale di Rossano-Cariati, dal 1988 al 1992; segretario e poi delegato generale del sinodo diocesano, dal 1989 al 1992, e presidente dell'associazione culturale Roscianum, dal 1989 al 2005.
Docente di storia della Chiesa e di archivistica presso l'Istituto teologico calabro "San Pio X" di Catanzaro dal 1992; canonico arcidiacono del capitolo della cattedrale di Rossano dal 1994, è direttore del mensile diocesano "Camminare insieme" dal 2000 al 2008.
Dal 1993 al 2006 è vicario episcopale per l'evangelizzazione, la catechesi, la cultura e la scuola dell'arcidiocesi di Rossano-Cariati. Dal 2007 è vicario episcopale per l'ecumenismo e la cultura e direttore dell'Archivio Storico diocesano.
È autore di numerose pubblicazioni, tra saggi ed articoli, riguardanti la storia ecclesiastica e culturale calabrese.

### Ministero episcopale
Il 4 aprile 2012 papa Benedetto XVI lo nomina vescovo di Oppido Mamertina-Palmi; succede a Luciano Bux, precedentemente dimessosi per raggiunti limiti di età. Il 13 maggio successivo riceve l'ordinazione episcopale, nello stadio comunale "Stefano Rizzo" di Rossano, da Santo Marcianò, arcivescovo di Rossano-Cariati, co-consacranti Vittorio Luigi Mondello, arcivescovo di Reggio Calabria-Bova, e Luciano Bux, vescovo emerito di Oppido Mamertina-Palmi. Il 30 giugno seguente prende possesso della diocesi, nella cattedrale di Oppido Mamertina.
Dal 2013 al 2023 è presidente dell'Associazione bibliotecari ecclesiastici italiani (ABEI).
Nel luglio 2014 sospende tutte le processioni religiose del territorio della diocesi a seguito di un evento di cronaca che ha visto tributare un "inchino" ad un boss mafioso da parte di un corteo processionale nella frazione di Tresilico di Oppido Mamertina.
È delegato per il laicato della Conferenza episcopale calabra.
L'11 ottobre 2020, con una celebrazione eucaristica nella cattedrale di Oppido Mamertina, apre il primo sinodo diocesano di Oppido Mamertina-Palmi a tema "Camminare nella Verità".
Al compimento del 75º anno di età, presenta al pontefice la rinuncia al governo pastorale della diocesi di Oppido Mamertina-Palmi e il 30 giugno 2023 il nunzio apostolico in Italia, Emil Paul Tscherrig, gli comunica che è stata accolta con la formula donec aliter provideatur. Il 21 settembre seguente papa Francesco, rendendo effettiva la rinuncia, nomina suo successore Giuseppe Alberti, del clero di Padova. Rimane amministratore apostolico della diocesi fino all'ingresso del successore, avvenuto il 10 dicembre successivo.

## Genealogia episcopale
La genealogia episcopale è:
- Cardinale Scipione Rebiba
- Cardinale Giulio Antonio Santori
- Cardinale Girolamo Bernerio, O.P.
- Arcivescovo Galeazzo Sanvitale
- Cardinale Ludovico Ludovisi
- Cardinale Luigi Caetani
- Cardinale Ulderico Carpegna
- Cardinale Paluzzo Paluzzi Altieri degli Albertoni
- Papa Benedetto XIII
- Papa Benedetto XIV
- Papa Clemente XIII
- Cardinale Marcantonio Colonna
- Cardinale Giacinto Sigismondo Gerdil, B.
- Cardinale Giulio Maria della Somaglia
- Cardinale Carlo Odescalchi, S.I.
- Cardinale Costantino Patrizi Naro
- Cardinale Lucido Maria Parocchi
- Papa Pio X
- Cardinale Gaetano De Lai
- Cardinale Raffaele Carlo Rossi, O.C.D.
- Cardinale Amleto Giovanni Cicognani
- Cardinale Salvatore Pappalardo
- Arcivescovo Vittorio Luigi Mondello
- Arcivescovo Santo Marcianò
- Vescovo Francesco Milito